# 小金井市立上水公園運動施設
小金井市立上水公園運動施設（こがねいしりつ じょうすいこうえんうんどうしせつ）は、東京都小金井市にある都市公園（運動公園）。小金井市立小金井第二小学校、小金井市立小金井第一中学校と隣接している。

## 概要
小金井市立上水公園運動施設は、小金井市立小金井第一中学校・小金井市立小金井第二小学校に隣接し、施設の外周は自然に囲まれているなど、スポーツをするには良い環境である。施設内には、軟式野球・ソフトボール・ゲートボールなどに利用できる多目的グラウンドと、クレーのテニスコートがある。多くの市民が利用している。
上水公園が隣接しているため、名称に記されている。

## アクセス
- JR武蔵小金井駅北口より 徒歩12分
- 西武バス花小金井駅方面行き・小平駅方面行き「本町四丁目」下車 徒歩4分
- 関東バス三鷹駅北口行き「本町四丁目」 徒歩4分